# Antonie din Popești
Antonie Vodă din Popești (n.  ? – d. februarie 1672) a fost domn al Țării Românești în perioada martie 1669 - februarie 1672.

## Biografie
El însuși din păturile boierești, fiu al lui Mihai Grecul, comerciant ridicat la rang boieresc de Mihai Viteazul, a fost pus pe tron de către familia boierească a Cantacuzinilor. Rolul său era redus la acela de simplă marionetă sub tutela acestora.
Inițial boierii Cantacuzini îl susținuseră pe Radu Leon, dar acesta s-a întors împotriva lor, în 1668.
Cronica partidei rivale a Bălenilor precizează - dacă este să i se acorde crezare - că domnitorul era constrâns să-și întregească rația zilnică de mâncare și băutură, fixată de boierii Cantacuzini.
De la Antonie Vodă ne-a rămas biserica mănăstirii Turnu din Târgșor (azi Rezervația Arheologică Târgșoru Vechi, jud. Prahova), pe care el a reconstruit-o pe ruinele unei mai vechi biserici, ctitorie a lui Vlad Țepeș.
Antonie Vodă a fost dat jos de pe tron din ordinul Marelui Vizir Köprülü Fazıl Ahmed, convins cu bani să îl întoarcă pe tron pe Grigore I Ghica, rivalul Cantacuzinilor. Acesta și-a reluat domnia la 20 martie 1672.